# Бела Бекеши
Бела Бекеши (мађ. Békessy Béla; 16. новембар 1875) је био мађарски мачевалац који се такмичио у дисциплинама мач, флорет и сабља. Освојио је сребрну медаљу у појединачној дисциплини сабљама на Летњим олимпијским играма 1912. године. Погинуо је на Источном фронту код места у Волинија (данашња Украјина) борби током Првог светског рата.

## Каријера
Био је мачевалац Мађарског атлетског клуба (МАК). У почетку се такмичио у мачевању, али након што је у свом првом јавном наступу, 1902. године, на међународном такмичењу Мачевалачког савеза Сегедина, освојио четврто место у мачевању, такмичио се и у мачевању и флорету. Био је изванредан мачевалац раних 1900-их и сматра се једним од остваривача међународног престижа мађарског мачевања. Од 1902. године шест пута узастопно осваја првенство Мађарске у мачевању. Године 1904. могао је да учествује на Летњим олимпијским играма као такмичар, али Франц Јозеф је забранио припадницима заједничке војске да се такмиче у мађарским бојама, тако да Бела Бекеши и такође квалификовани мачевалац Ервин Месарош нису могли да путују на Олимпијске игре одржане у Сент Луису 1904. године. Највећи успех постигао је са тридесет седам година, на првим Олимпијским играма на којима је могао да се такмичи, Летњим олимпијским играма 1912. у Стокхолму. Није учествовао у екипним такмичењима, али је наступио у појединачној конкуренцији сва три оружја, а у мачевању освојио је друго место иза четвороструког олимпијског шампиона Јенеа Фукса.
Војску је служио у хусарима, највиши чин му је био капетан.